# Mirtis d'Argos
Mirtis (en llatí Myrtis, en grec antic Μύρτις) fou un polític d'Argos que va viure al segle IV aC.
Demòstenes el va acusar, junt amb altres polítics argius, d'haver enganyat als seus conciutadans sobre el perill i l'amenaça que representava l'expansionisme de Filip II de Macedònia, i així havia impedit la unió contra ell. També el va acusar d'haver-ho fet per motius corruptes. Polibi en canvi diu que les acusacions de Demòstenes eren infundades.